# هنري أرنولد
هنري أرنولد (بالألمانية: Henry Arnold) (و. 1961 – م) هو ممثل، من ألمانيا، ولد في هامبورغ.

## وصلات خارجية
- هنري أرنولد على موقع IMDb (الإنجليزية)
- هنري أرنولد على موقع ألو سيني (الفرنسية)
- هنري أرنولد على موقع أول موفي (الإنجليزية)
- هنري أرنولد على موقع قاعدة بيانات الفيلم (الإنجليزية)
- هنري أرنولد على موقع كينوبويسك (الروسية)